# حصة أكوة
حصة أكوة إحدى قرى مركز كفر الزيات التابع لمحافظة الغربية بجمهورية مصر العربية. يوجد بالقرية مشروع الفلك المخصص لتأهيل ودمج المصابين بمتلازمة داون.

## التاريخ
قرية حصة أكوة من القرى القديمة، حيث وردت باسم «حصة إكوى» في أعمال جزيرة بني نصر ضمن قرى الروك الصلاحي التي أحصاها ابن مماتي في كتاب قوانين الدواوين، كما وردت باسم «حصة إكوى» في أعمال جزيرة بني نصر ضمن قرى الروك الناصري التي أحصاها ابن الجيعان في كتاب «التحفة السنية بأسماء البلاد المصرية».
وردت باسم «حصة إكوى» في التربيع العثماني الذي أجراه الوالي العثماني سليمان باشا الخادم في عصر السلطان العثماني سليمان القانوني ضمن قرى ولاية جزيرة بني نصر، وفي تاريخ 1228هـ/1813م الذي عدّ قرى مصر بعد المسح الذي قام به محمد علي باشا باسم «حصة إكوة». ذكرت القرية في تعداد 1882 من توابع مركز تلا بمديرية المنوفية وظلت كذلك حتى نقلت لمركز كفر الزيات في 6 أبريل 1955.

## السكان
بلغ عدد سكان حصة أكوة 1631 نسمة حسب تقدير عام 2018. توجد أقلية مسيحية بالقرية، تخدمها كنيسة مارى جرجس.
| السنة  | 1882 | 1897 | 1907 | 1960 | 1976 | 1986 | 1996 | 2006  | 2018 |
| ------ | ---- | ---- | ---- | ---- | ---- | ---- | ---- | ----- | ---- |
| القرية | 1028 | 1566 | 878  | 1728 | 2025 | 2727 | 3076 | 3,559 | 1631 |